# Takowo kak Putin
Takowo kak Putin (russisch Такого как Путин ‚Einen wie Putin‘ – im Akkusativ, wie es sich aus dem Textkontext ergibt –, englisch One like Putin) ist der Titel eines propagandistischen russischen Popsongs von Alexander Jelin (Александр Елин) aus dem Jahr 2002. Das Lied idealisiert leicht ironisch den russischen Präsidenten Wladimir Putin und entstand in dessen erster Amtszeit als Präsident (2000–2004). Putin nutzte das Lied entgegen dessen satirischer Intention in seiner Präsidentschaft, besonders in den Kampagnen zur Wiederwahl 2004 und 2012, das russische Volk überhörte den satirischen Unterton einfach. Das Lied war ein One-Hit-Wonder und gilt als das bekannteste Lied im Personenkult um Putin.

## Entstehung und Handlung
Der Musiker Alexander Jelin, bekannt durch seine Arbeit mit der sowjetisch/russischen Heavy-Metal-Band Arija, schrieb das Lied (Komposition und Text) aufgrund einer zynischen Wette um 300 $. Er wette, dass er nur mit einer geeigneten Botschaft und ohne großes Budget einen Hit landen könne. Jelin sah Putin als größten Nachrichtenlieferanten und besten Gegenstand eines Liedes. Ein einfaches Loblieb einer Sängerin auf ihn wäre aber seiner Meinung nach kaum erfolgreich gewesen. So kam er auf die Idee, dass sich das Lied um einen Mann drehen solle der trinkt, sich prügelt und sich schlecht zu seiner Frau verhalte und diese sich deshalb von ihm trennt und sich einen Mann wie Putin wünsche, der stark und ehrlich sei. Jelin ging davon aus, dass sich eine durchschnittliche russische Frau einen Mann wie Putin wünscht. Er wurde inspiriert durch die Einstellung junger Frauen zum neuen Präsidenten und versuchte diese Einstellung gleich zu einem Popstar darzustellen. Die Sängerinnen stehen für das einfache russische Mädchen, das von „Trunkenheit, Schmutz und Niedertracht“ umgeben ist. Bereits Jekaterina Semjonowa hatte in den späten 1980er-Jahren von einem Mann gesungen, der „weder trinkt noch raucht und immer Blumen schenkt“ (Чтоб не пил, не курил и цветы всегда дарил).
Produziert wurde das Lied von Jelins Freund Nikolai Gastello (ein Enkel Nikolai Gastellos), der zu der Zeit Leiter der Presseabteilung der russischen Bundesgerichte im Kreml war, aber auch in der Musikindustrie arbeitete. Gastello, der sich für Ideologien interessiert, wollte eine Popband aufstellen, die positive Gefühle zu Russland ausdrückt und die Popmusik in Russland vom Depressiven befreit. Er gründete mit Irina Koslowa und Jana Koslowa (Danieko) als Sängerinnen die Gruppe Pojuschtschije wmeste (russisch Поющие вместе, deutsch ‚Gemeinsam Singende‘, englisch Singing Together). Die Namensverwandtschaft zur regierungstreuen Jugendorganisation Iduschtschije wmeste (‚Gemeinsamer Weg‘) sei dabei zufällig gewesen. Gastello nutzte seine Kontakte aus der Musikindustrie, um das Lied im Radio spielen zu lassen.

## Lied und Video

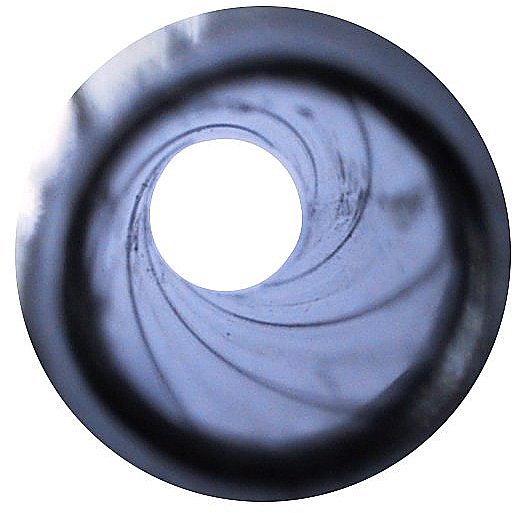
Die Sängerinnen tanzen wie im Vorspann eins James-Bond-Films vor einem Pistolenlauf

Das Lied war erst nur im Radio zu hören (Russian Radio, Dynamite FM, AutoRadio) und nicht käuflich zu erwerben, nur in limitierten Auflage beim Promoter selbst. Putin selbst fühlte sich durch das Lied nicht angegriffen, worauf es auf staatlichen Radiostationen gespielt wurde. Da anfangs nicht klar war woher das Lied stammte, wurden Vermutungen laut, dass es sich bei dem Lied um offizielle Propaganda handelte. Bei CD Land Records erschien 2004 eine CD mit dem Lied und weiteren Stücken. Für das Video zum Lied wurde der Putin-Doppelgänger Anatoly Gorbunov engagiert. Gastello spielt im Video einen Berater Putins, mit dem er gemeinsam ein Propagandavideo mit den auftretenden Sängerinnen begutachtet. Der Putin-Doppelgänger wirkt im ironischen Video wie ein Meisterspion, die Sängerinnen tanzen verführerisch vor einer animierten Flagge Russlands. Sie bewegen sich wie Bondgirls vor einem Pistolenlauf in der Pistolenlaufsequenz der Bond-Filme. James Bond gilt als männlichste und weltgewandte Figur der Populärkultur, was sich auf Putin übertragen sollte. Die Liebe zu Putin soll patriotisch wirken. Das Video beginnt mit einer repräsentativen Fahrzeugkolonne mit Putin, er ist scheinbar auf dem Weg zu Gastello. Es werden Einspielungen des echten Putin aus staatlichen Veröffentlichungen gezeigt, die ihn beispielsweise in einem Cockpit eines Kampffliegers, bzw. beim Judo zeigen und seine Männlichkeit betonen, oder in der Ausführung präsidialer Pflichten in protokollarischen Zeremonien, wobei Putin stets die Kontrolle über alles hat. Ein Flug über den Kreml soll Putin mit dem Regierungssitz verknüpfen. Die Geschichte endet mit einem Handshake zwischen Gastello und dem Putindarsteller der Putin jugendlich erscheinen lässt. Das Video wurde auf MTV Rossija gespielt und das Lied erreicht hohe Plätze in den Hitparaden. In einer weiteren Version des Liedes ist Larisa Lychina als dritte Sängerin zu sehen. 2004 trennte sich die Band Poyushchie Vmeste um 2015 in neuer Besetzung mit wesentlich jüngeren Sängerinnen wieder zusammenzufinden.

## Erfolg
Das Lied entstand 2 Jahre nach Putins Amtseinführung im Rausch der Euphorie des Landes für den neuen Präsidenten, der das Land voranbringen sollte. Putin wurde im Lied ironisch als idealer Mann dargestellt. Das Lied wurde jedoch nicht satirisch aufgefasst. Putin nutze das Lied sogar als Hymne. Die Nutzung des öffentlichen Bildes des Präsidenten wurde (egal aus welchen Gründen dies auch immer geschehen wäre) für staatliche Zwecke vereinnahmt. Obwohl das Lied bereits 2002 geschrieben wurde, erreichte es seinen größten Erfolg Ende 2007, Anfang 2008.
Das Lied hat einen eingängigen Techno-Beat, ist mit zwei Strophen sehr kurz und ist leicht zu merken. Diese Eingängigkeit gilt mit als Grund für den Erfolg des Liedes. Putins Name wird sehr oft erwähnt. Die Strophen weisen ein ABAB-Schema mit unreinen Reimen in der B-Zeile auf, der Refrain ein AABB-Schema. In der ersten Strophe trennt sich die Frau von ihrem Freund. In der zweiten Strophe beschreibt die Sängerin wie sie Putin in den Nachrichten sieht wie er über eine Welt am Scheideweg redet. Die Frau schließt nun, dass sie mit einem Mann wie Putin besser dran wäre, zuhause und in der Fremde. Putins Personenkult wird zum großen Teil durch das Fernsehen bestimmt und durch den Konflikt mit dem Westen. Der phantasievolle Sprung der Frau von den Nachrichten zum Privatleben ist abrupt. Putin sagt im Fernsehen was jeder hören will und alle bewundern. Das Lied handelt von einer Frau, die ihr Ideal gefunden hat, nicht vom Präsidenten. Der Refrain lautet „Einen wie Putin, voller Stärke, einen wie Putin, der nicht trinkt, einen wie Putin, der mich nicht schlägt, einen wie Putin, der nicht wegrennt“.
Anfangs wusste man in Russland nicht ob das Lied Humor, Bewunderung, Melancholie ausdrückt oder orchestrierte PR ist. Das Lied wurde jedoch so populär, dass auch eine englische Version entstand, die als elfter Track unter dem Titel You Must Be Like Putin auf der CD von 2004 enthalten ist. Auf der CD sind weitere politische Lieder zu finden, aber auch Lieder die soziale Einstellungen propagieren, das Lied Malenkoje chudo (Маленькое чудо ‚Kleines Wunder‘) wendet sich gegen Abtreibung, das Lied Vkladyvay zdes (Вкладывай здесь ‚Um hier zu investieren‘) gegen Geldtransfer ins Ausland. Bei der Castingshow Superstar 2008 des Senders NTW trat die russische Sängerin Natali mit dem Stück auf.

## Propaganda

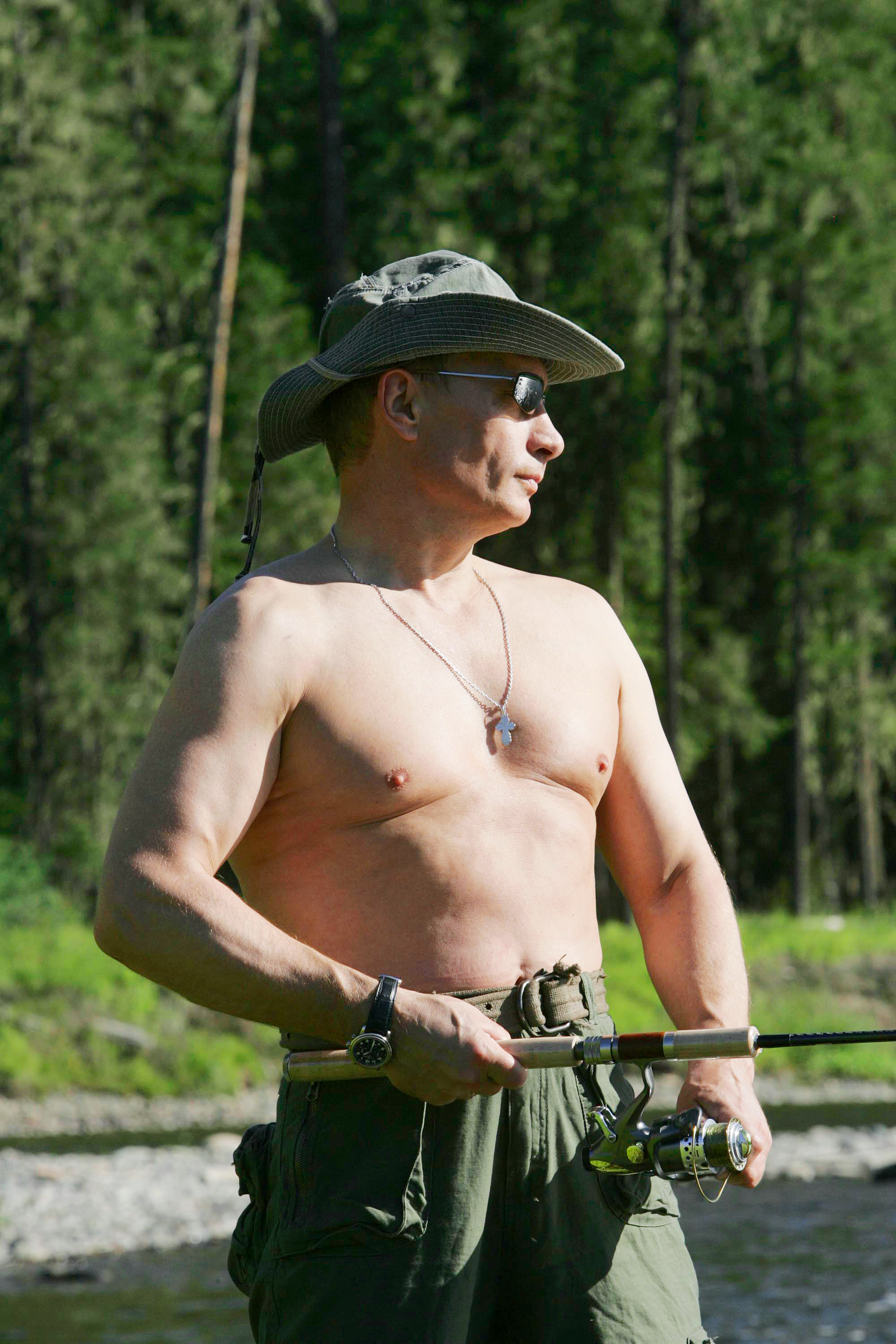
Putin beim Fischen in Tuwa, 2007. Putin präsentiert sich oft als harter Kerl in den Medien

Bereits Stalin und Lenin wurden in sowjetischer Propaganda (Agitprop) als starke Führungspersönlichkeiten dargestellt. Zu den Freiheiten der spät- und postsowjetischen Zeit gehörte es, das Staatsoberhaupt nicht verehren zu müssen. Die lächerliche Übertreibung von Putins Fähigkeiten in dem Lied steht der sowjetischen Propaganda in nichts nach. Der Unterschied besteht jedoch darin Putin „cool“ erscheinen zu lassen. Die propagandistische Darstellung von Putin in den russischen Medien geht zurück auf den Ideologen Wladislaw Surkow. Putin, der weder raucht noch trinkt, wurde nach den greisen Sowjetführern und Jelzin als viriler Hoffnungsträger aufgebaut. Putins Image entspricht dem eines russischen Machos und beansprucht sexuelle, politische und körperliche Stärke ist aber gesäubert von den Lastern die typischerweise den Männern in Russland zugeschrieben werden wie Trunksucht, Rauchen und Rücksichtslosigkeit. Das Lied hatte besonders bei Frauen Erfolg, wo Putin als Sexsymbol gilt, nach 2011 verlor Putin den Status jedoch etwas. Sein Verzicht auf Alkohol gilt bei Frauen als besonders bewundernswert. Putin wird im Lied begehrenswert für Frauen und als ein Rollenmodell für Männer dargestellt. Das Lied entspricht dem Verlangen in Russland nach einem starken Führer. Die Russen hatten noch gut in Erinnerung wie hart Putin bei den Sprengstoffanschlägen auf Wohnhäuser in Russland 1999 durchgegriffen hatte, was man auf die Behauptung im Refrain, dass Männer wie Putin nicht davonlaufen, beziehen kann. Auch die Lebensverhältnisse in Russland hatten sich enorm verbessert, die Arbeitslosigkeit wurde gesenkt, und Löhne wurden regelmäßig ausbezahlt. Putin galt als „Retter“ und „Beschützer“, als idealer Mann, Liebhaber, Vaterfigur und Sugardaddy. Putin pflegt eine hypermaskuline Reputation. Das Lied popularisierte Putin als Symbol echter russischer Männlichkeit und hatte dabei einen Unterton der Putins politische Führungsrolle trug. Was die Männer machen sollen, wenn Frauen Männer wie Putin lieben, wird nicht beantwortet. Die Frau flüchtet sich im Lied vor der Realität, indem sie sie ignoriert und sie vergessen will. (Bereits 1941 verarbeitete Erich Fromm in seinem Werk Die Furcht vor der Freiheit eine solche Freiheitsflucht.) Das Lied war hauptsächlich an Frauen, die 53 % der Bevölkerung ausmachten, gerichtet mit der Botschaft „Komm und wähle“. Auch der Humor des Liedes spricht Frauen an, die sensibler auf Werbung reagieren.
Kulturelle Unterschiede zwischen Gesellschaften zeigen sich besonders in der Machtdistanz. Im russischen Kulturmodell ist das Hierarchiegefälle stärker als im deutschen. Der Führungsstil ist patriarchalischer, autokratischer und bürokratischer. Im Lied wird Putin als kompetente und wohlwollende „Vater-  und Vorbildfigur“ dargestellt, der beste Fall eines solchen Führungsstils. Im Lied heißt es „Du musst wie Putin sein, du wirst nicht wegrennen“. Diese Zeile interpretieren Frauen besonders auf Putins eheliche Treue. Angesprochen auf seine Frau Ljudmila und eine außereheliche Affäre sagte Putin er möge alle russischen Frauen, die zu den schönsten der Welt gehören würden. 2013 trennte sich das Ehepaar. Die Scheidung 2014 schadete Putin nicht. Im Gegenteil, Gerüchte über eine zweifache neue Vaterschaft galten als Beweis der physischen Gesundheit des 60-Jährigen.
Der Text besteht aus 108 Wörtern, der Name Putin kommt zehnmal vor, was 9,259 % aller Wörter ausmacht. Der russische Name Putin ähnelt dem Wort „putjom“ (auf einem richtigen Weg). Die Sängerinnen betonen die erste Silbe des Namens, die Backgroundsängerinnen die zweite Silbe, wodurch der Name doppelt betont wird. Der Refrain wird fünfmal wiederholt. Die vorgefertigte Erklärung „Er muss wie Putin sein“ informiert die Zuhörer darüber, dass sie Putin brauchen, dass sie so wie er sein sollen. Weitere Gründe werden neben Präsidentschaft und Haushalt nicht genannt. Die Botschaft ist, dass Putin universell in allen Lebenslagen helfen kann, wenn man sich für ihn entscheidet. Die Unvollständigkeit, die vielsagende Botschaft weckt Fantasien, lässt die Zuhörer glauben, dass sie sich aus eigenem Antrieb für Putin entscheiden. Diese ungenaue Botschaft nutzt Putin mehr, da sich die Wähler nicht direkt manipuliert fühlen.
2002 wurde das Lied in westlichen Medien sofort als (bizarre) Propaganda angesehen, auch hier wurde wie in Russland der ironische Unterton übersehen. Im Westen markierte das Lied den widersprüchlichen Blick auf Putin, einerseits ein ehemaliger KGB-Mann mit stählernen Augen, aber auch ein cartoonhafter Macho, der mit nacktem Oberkörper auf Stimmenfang geht, wobei die Realität besonders seit dem Krieg in der Ukraine seit 2014 als weniger lächerlich gesehen wurde. Phrasen wie „Einer wie Putin“ wurden von der regierungstreuen Jugendorganisation Naschi zur Mitgliedergewinnung genutzt und beziehen sich einerseits auf das Lied und andererseits auf die Partnersuche. Sergej Buntman, Gründer des Moskauer Radiosenders Echo of Moscow, dem letzten freien Radio in Russland, glaubt, dass das Lied Putins Kontrolle der Medien in die Hände spielt. Putin nutzt das populäre Lied zur inneren Propaganda um Unterstützung für seine Politik zu gewinnen und zu erhalten sowie um das Vertrauen der Bürger in seine Regierung zu stärken. Personifizierung besitzt in Russland einen übersteigerten Charakter. Ohne klare politische Programme die bestimmten Parteien zuzuordnen wären, müssen sich russische Wähler an bekannten Personen orientieren. Ohne fehlende soziale, politische Strukturen und mit einer niedrigen politischen Kultur fällt es Wählern schwer ihren politischen Willen auszudrücken. Der Wähler verlässt so sich zum großen Teil auf seine Gefühle, seine Sympathie oder Antipathie einem Politiker gegenüber. Werbung spielt dabei eine große Rolle und viele Wähler wissen nicht, dass sie von Werbung oder wie hier von einem eingängigen musikalischem Ohrwurm beeinflusst werden können. Massenmedien nutzen die unterbewusste Wirkung von Musik, die die Hörer mit unterschiedlichen Techniken beeinflussen kann. Durch das Nutzen von Stereotypen kann die Wahrheit vereinfacht werden, die so aber auch durch Bilder konstruiert werden kann. Durch Massenmedien kann so ein Bild entwickelt und popularisiert werden das die Öffentlichkeit stark beeinflussen kann. Politisch beeinflusste Musik versucht eine bestimmte öffentliche Meinung zu formen und wird so zur Propaganda.
Das Lied ist eines von vielen, in denen Putin idealisiert wird. Im Gegensatz zu anderen politischen russischen Jubelliedern wird Takowo kak Putin bei YouTube positiver bewertet. Zum einen genoss Putin im Jahr der Veröffentlichung 2002 noch große Sympathien, zum anderen spielt die politische Bedeutung bei dem kommerziellen Lied weniger hinein. Auf Youtube gibt es Anti-Putin-Versionen des Liedes. Der russische Künstler Viktor Teterin verwertet das Lied in seinem Bühnenstück putin.doc.
2011 veröffentlichte die Gruppe DevochkiZa (Girls For) die Musikvideos Ja choschu buit twoje Konni (Я хочу быть твоей Конни, Ich will dein Konni sein, I Want to Be Your Konni, Konni war Putins damaliger Hund), sowie Драка за Путина (Draka za Putina, Faustkampf um Putin, Fistfight for Putin), in denen Putin das Ziel sexueller Begierde ist. (Zur amerikanischen Präsidentschaftswahl 2008 veröffentlichte Amber Lee Ettinger bei Youtube das Lied I Got a Crush... on Obama). Im Hip-Hop-Lied I go hard like Vladimir Putin der Gruppe A.M.G. rappen zwei einst zum Medizinstudium nach Russland emigrierte Afrikaner einen Tribut an Putin. Das ebenso leicht satirische Lied A Vova rulit (А вова рули) der ukrainischen Band Dress Code verglich Putin mit der Filmfigur Terminator (Schwarzenegger).
Während der Proteste nach den russischen Parlamentswahlen 2011, veröffentlichte Jelin auf Anfrage eines Oppositionspolitikers mit der Gruppe Rabfaq (Рабфак) den Song Nasch durdom golosujet za Putina (Наш дурдом голосует за Путина, Unser Irrenhaus stimmt für Putin, Our madhouse votes for Putin). Diesmal komponierte er einen Anti-Putin-Song (Im gleichen Jahr wurde auch die Band Pussy Riot gegründet). Das Lied spielt aus der Sicht eines Psychiatriepatienten, dessen Irrsinn offensichtlich aus dem Gegensatz von Putins Rhetorik und dem was der Patient selbst sieht entsteht. Es gewann einen Liederwettbewerb den Alexei Nawalny gegen Putin ausgerufen hatte. Der berühmteste Pro-Putin-Song und der berühmteste Anti-Putin-Song kamen so vom gleichen Komponisten. Jelin hatte seine politischen Ansichten anscheinend geändert, war mit der distanzloses Vereinnahmung seines Pro-Putin-Songs zuvor jedoch auch nicht zufrieden gewesen.
Am 25. September 2014 wurde die Website der Oblast Wolyn (Ukraine) gehackt und ein Video des Liedes auf die Seite gestellt.
2010 veröffentlichte der US-amerikanische Public Broadcasting Service eine Reportage über das Lied.